# Route de Paris
Route de Paris kan avse två oljemålningar av den svenske konstnären Carl Fredrik Hill. Den första målades 1875 och tillhör Svenska akademien och den andra är daterad 1877 och ingår sedan 1990 i Thielska galleriets samlingar i Stockholm. 
Båda målningarna hämtar motiv från landskapet utanför Paris, troligtvis Fontainebleauskogen. I den första målningen domineras bilden av två mörka skogspartier som endast bryts av en ljus himmel och en väg som vindlar sig inåt mot en avlägsen flyktpunkt. I förgrunden står två skuggiga och knappt skönjbara staffagefigurer. Målningen är monumental både till sin storlek och sin melankoliska stämning. I den andra målningen har paletten ljusnat och skogen är mer grönskande vacker. Figurerna har ersatts av en ryttare med blå rock och vit häst som skänker motivet ett gåtfullt och drömlikt uttryck.
Efter studier vid Konstakademien i Stockholm reste Hill 1873 till Paris. I Frankrike kom han att ta stort intryck av Barbizonskolan och Camille Corots friluftsmåleri. Efter att hans psykiska hälsa försämrats togs han 1878 in på psykiatrisk klinik i Passy. 1882 återvände Hill till barndomshemmet i Lund där han vårdades till sin död 1911. 